# Коронавірусна хвороба 2019 на Бонайре
Епідемія коронавірусної хвороби 2019 на Бонайре — це поширення пандемії коронавірусної хвороби 2019 на територію Бонайре. Перший випадок хвороби на острові зареєстровано 16 квітня 2020 року. 28 квітня всі виявлені до цього випадки одужали. 14 липня виявлено 2 нових випадки. 13 серпня всі хворі одужали.
Бонайре є невеликим остром з населенням 20 915 чоловік, і тестування на COVID-19 на острові обмежене. Проводиться як ПЛР-тестування, так і тестування на антиген.

## Хронологія

### Березень 2020 року
14 березня Бонайре закрито для міжнародного транспортного сполучення, захід круїзних суден в порти острова також був заборонений. Дозволено пересування по острову, а також місцеве сполучення в рамках островів ABC. З 16 березня Кюрасао скасувало транспортне сполучення з іншими країнами та територіями, крім повернення місцевих жителів, вантажних рейсів, та прибуття медичних спеціалістів.
25 березня 8 медичних фахівців з Академічного медичного центру в Амстердамі були направлені до лікарні на Бонайре, на острів також направлено два літаки швидкої медичної допомоги.

### Квітень 2020 року
5 квітня були закриті всі навчальні заклади на Бонайре. Частині учнів та студентів мали здавати іспити, і їм вирішили провести усний іспит. Ці іспити проводились у групах не більше 10 осіб.
Станом на 7 квітня було проведено 26 тестів на коронавірус, всі з яких були негативними. Міністерство внутрішніх справ і у справах співпраці Королівства Нідерландів заявив, що шість островів (Аруба, Бонайре, Кюрасао, Саба, Сінт-Естатіус, Сінт-Мартен) тісно співпрацюють з метою забезпечення базової медико-санітарної допомоги, та що нідерландський уряд веде переговори з Колумбією для надання спеціалізованої медичної допомоги жителям островів.
10 квітня уряд Нідерландів доставив апарати штучної вентиляції легень, ліки та захисне обладнання на Арубу, Бонайре та Кюрасао. Цей вантаж включав також 6 ліжок для відділення інтенсивної терапії для Бонайре. Поточна місткість реанімаційного відділення лікарні Сан-Франциско на острові становила 15 ліжок.

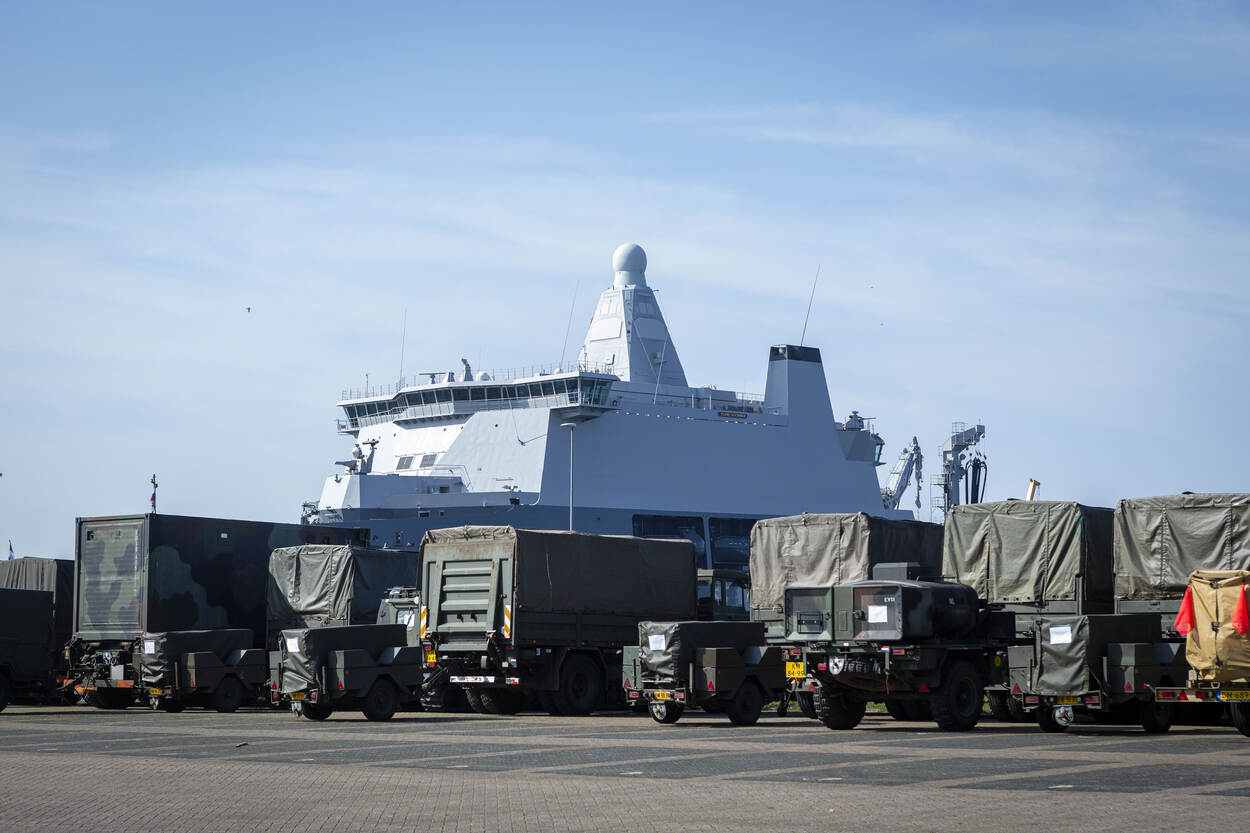
Військовий корабель Karel Doorman (2020-04-09)

13 квітня з Ден-Гелдера відряджений військовий корабель «Zr. Ms. Karel Doorman» для надання допомоги у доставці продовольства, прикордонному контролі та громадському порядку. Цього дня створений координаційний пункт на Мартиніці для координації прикордонного контролю нідерландських територій у Карибському басейні, Франції та Великої Британії.
14 квітня мали репатріювати першу групу з 250 мешканців Бонайре, які опинились без засобів до існування за кордоном.
16 квітня губернатор Бонайре Едісон Рейна повідомив про виявлення першого випадку COVID-19 на острові. Повідомлено, що в хворого симптоми хвороби були незначними, йому проводили тестування кілька разів, результат їх був сумнівним. За кілька тижнів до появи симптомів хвороби цей хворий відвідував Арубу.
17 квітня в Бонайре прибули перші два літаки з репатріантами. Досить багато осіб, включно з губернатором, спостерігали за прибуттям ще й тому, що вперше великий Boeing 777 приземлився в міжнародному аеропорту Фламінго. Репатріанти мали перебувати в карантині протягом 14 днів.
20 квітня повідомлено про другий випадок хвороби. Другий хворий контактував з першим випадком хвороби на острові, який вже одужав.
21 квітня наглядовий фінансовий орган островів Бонайре, Саба та Сінт-Естатіус заблокував спробу центрального органу управління Бонайре внести 6,3 мільйона доларів до бюджету.
22 квітня на Сінт-Естатіус прибув напівпостійний польовий госпіталь, який буде використовуватися для хворих на COVID-19 на Бонайре, Сінт-Естатіусі та Сабі. У польовому госпіталі розгорнуто 6 ліжок інтенсивної терапії, і він мав запрацювати 15 травня.
25 квітня пресу запросили на засіданні групи з питань політики островів, яка була створена для управління в кризовий період. До складу групи входять губернатор острова, представники поліції, охорони здоров'я, пожежної служби та представники державних службовців. Для покращення економічної ситуації буде встановлений нульовий фіксований тариф на електроенергію та воду, а ціна на Інтернет буде встановлена на рівні 25 доларів США з 1 травня до кінця року. Острів також отримає 200 тисяч євро продовольчої допомоги.
28 травня одужав останні активний хворий на острові. На той день на Бонайре не було активних випадків хвороби.
28 квітня 2020 року консульство США організувало репатріаційний рейс на 10 травня для американських громадян, які опинились на Арубі, Бонайре та Кюрасао. Літак вилетить з міжнародного аеропорту імені королеви Беатрікс на Арубі, і прибуде до міжнародного аеропорту Голлівуд у Форт-Лодердейлі.
Губернатор острова Едісон Рейна повідомив, що поточні карантинні заходи будуть пом'якшуватися, включно із поступовим початком роботи навчальних закладів, але кордони залишаться закритими. Деталі нових обмежень мали оголосити 8 травня. Рейна наголошував, що жителі острова повинні дотримуватися соціальної дистанції, і не збиратися великими групами. На той день проведено тестування 230 осіб.

### Травень 2020 року
1 травня з Кюрасао та Колумбії було репатрійовано 24 жителі Бонайре. Після прибуття їх направили в карантин. Губернатор острова направив зусилля на репатріацію мешканців, які опинились у Сполучених Штатах Америки, нова група мешканців острова чекає на репатріацію в Нідерландах.
8 травня повідомлено, що жителі острова, що опинились на Кюрасао, Сабі та Сінт-Естатіусі, можуть повернутися додому, проте їм потрібен дозвіл губернатора, й вони мають відбути карантин терміном 14 днів.

### Липень 2020 року
14 липня у двох репатріантів, які повернулись на Бонайре, підтверджено позитивний результат тесту на COVID-19. Обидва перебували на карантині. Обидва репатріанти прибули з Перу. 16 липня у члена сім'ї цих двох репатріантів підтверджено позитивний результат на COVID-19.
30 липня аеропорт острова дозволив літакам з інших карибських островів із високим рівнем поширеності COVID-19 робити екстрену посадку на Бонайре. На цьому літаку може знаходитись екіпаж, який повинен відбути обов'язковий карантин за власний рахунок. Найближчими дні очікувалося прибуття 5 літаків з Пуерто-Рико.

### Подальший перебіг
13 серпня всі хворі на острові одужали.
15 січня 2021 року закінчився термін заборони на поїздки до Північної Америки, рейси розпочалися в лютому 2021 року. Всі подорожуючі повинні мати на руках негативний ПЛР-тест на коронавірус та пройти медичний огляд.

## Заходи боротьби з поширенням хвороби
- Після прибуття на острів повітряним або водним шляхом пасажири повинні пройти 14-денний карантин.[33]
- Школи на острові були закриті до 11 травня..[34]
- Запроваджено соціальне дистанціювання.[35]
- Локдаун на острові не запроваджувався.[35]
- З 6 травня змінено карантинні обмеження на острові. Масові заходи, в яких бере участь понад 50 осіб, все ще заборонені. Робота плавальних басейнів, ресторанів, барів та казино, проведення релігійних служб знову дозволено, якщо відвідувачі дотримуються вказівок щодо соціального дистанціювання, та в приміщенні знаходиться не більше 50 осіб.[36] Секс-клуби, нічні клуби, спа-центри та сауни залишаться закритими.[37]